# Anna Šabatová
Anna Šabatová (ur. 23 czerwca 1951 w Brnie) – czechosłowacka dysydentka, działaczka na rzecz praw człowieka.
Sygnatariuszka i rzeczniczka Karty 77 (1986). W latach 2008–2013 przewodnicząca Czeskiego Komitetu Helsińskiego. W latach 2014–2020 rzeczniczka praw obywatelskich Czech, wcześniej zastępczyni czeskiego rzeczniczka praw obywatelskich w latach 2001–2007. W 1998 laureatka United Nations Prize in the Field of Human Rights.

## Życiorys
Urodziła się w Brnie. Jej ojcem był Jaroslav Šabata. W 1969 zdała maturę. Studiowała filozofię i historię na Uniwersytecie w Brnie. Jesienią 1971 przed wyborami powszechnymi, podobnie jak ojciec i obaj bracia, została aresztowana za rozpowszechnianie ulotek informujących o tym, że udział w wyborach nie jest obowiązkiem, lecz prawem. Została skazana na trzy lata więzienia za „działalność wywrotową”. w grudniu 1973 została zwolniona warunkowo. Krótko pracowała w administracji przedsiębiorstwa Labora w Brnie. w 1974 wzięła ślub z Petrem Uhlem i przeprowadziła się do Pragi. Pracowała w zakładach Průmstav Praha. W latach 1975–1983, po urodzeniu pierwszego dziecka, nie pracowała.
W latach 1974–1977 współpracowała z lewicowymi kręgami w Berlinie Zachodnim, brała udział w wywożeniu czechosłowackiej literatury samizdatowej na Zachód, dostarczaniu literatury zagranicznej do Czechosłowacji oraz jej kolportażu. Działalność tę kontynuowała aż do końca 1989. Pod koniec 1976 podpisała Deklarację Karty 77, od samego początku brała aktywny udział w pracach Karty 77. W 1978 była współzałożycielką Komitetu Obrony Niesprawiedliwie Prześladowanych (VONS). Od aresztowania Uhla pod koniec maja 1979 do jego zwolnienia w maju 1984 wydawała samizdatowy biuletyn „Informace o Chartĕ 77” („Informacje o Karcie 77”), który stanowił główne źródło informacji o działalności Karty. Jej mieszkanie zostało jednym z ośrodków ruchu praw człowieka w Czechosłowacji, w związku z czym było często rewidowane przez służbę bezpieczeństwa i milicję. W 1984 podjęła pracę, najpierw jako palaczka w hotelu, następnie jako pomywaczka szkła laboratoryjnego.
W 1986 razem z Martinem Paloušem (synem Radima Palouša) i Janem Šternem została rzeczniczką Karty 77. Funkcję tę pełniła do początku 1987; wtedy współorganizowała Solidarność Polsko-Czechosłowacką. Od 1988 była jej rzeczniczką razem z Petrem Pospíchalem i Jánem Čarnogurskim. W 1988 razem z Pospíchalem, Uhlem oraz Janem Urbanem założyła Wschodnioeuropejską Agencję Informacyjną, która pomagała w kontaktach opozycji demokratycznej w krajach Europy Środkowowschodniej oraz wydawała serwis informacyjny dla krajowych i zagranicznych środków przekazu. W tym samym roku rozpoczęła studia na tzw. latającym uniwersytecie, a w 1990 – na Wydziale Filozoficznym Uniwersytetu Karola. W 1996 ukończyła filologię czeską. W 2008 na Uniwersytecie Masaryka obroniła doktorat z teorii prawa. Przez lata działalności w Karcie 77 i VONS stała się jedną z najbardziej cenionych postaci czechosłowackiego ruchu praw człowieka. Jako członkini VONS wiele razy uczestniczyła w procesach dysydentów, sama była wielokrotnie aresztowana i przesłuchiwana. W listopadzie 1989 zajmowała się obsługą informacyjną aksamitnej rewolucji. W jej mieszkaniu mieściło się biuro Wschodnioeuropejskiej Agencji Informacyjnej.
W 1990 została doradczynią ministra pracy i spraw społecznych ds. kontaktów z organizacjami pozarządowymi. W latach 1992–1997 pracowała jako redaktorka, a od 1998 – w praskim Miejskim Centrum Służb Socjalnych i Prewencji. W latach 1999–2000 była nieetatową doradczynią ministra pracy i spraw społecznych. Od 1994 działa w Ruchu Solidarności Obywatelskiej i Tolerancji, a od 1996 – w Czeskim Komitecie Helsińskim. W latach 2008–2014 wykładała na Uniwersytecie Karola.
Pod koniec stycznia 2001 została wybrana na zastępczynię rzecznika praw obywatelskich. Od 18 lutego 2014 do 18 lutego 2020 była rzeczniką praw obywatelskich.
W 2008 i w 2020 bez powodzenia kandydowała do Senatu jako bezpartyjna kandydatka popierana przez Partię Zielonych.

## Odznaczenia
W 1998 za długoletnią pracę na rzecz praw człowieka otrzymała Nagrodę ONZ, przyznaną z okazji 50. lat działalności organizacji. W rocznicę przyjęcia Powszechnej deklaracji praw człowieka i obywatela 10 grudnia 1998 medal wręczył jej w Nowym Jorku sekretarz generalny ONZ Kofi Annan. W 2002 odznaczona przez prezydenta Václava Havla Medalem Za Zasługi I stopnia. W 2018 otrzymała krzyż kawalerski Legii Honorowej. W roku 2020 odznaczona przez RPO Adama Bodnara Odznaką Honorową Rzecznika Praw Obywatelskich za zasługi dla ochrony praw człowieka.
W 2024 roku została odznaczona Orderem Tomáša Garrigue Masaryka III klasy.